# Baume & Marpent
Pour les articles homonymes, voir Baume et Marpent.

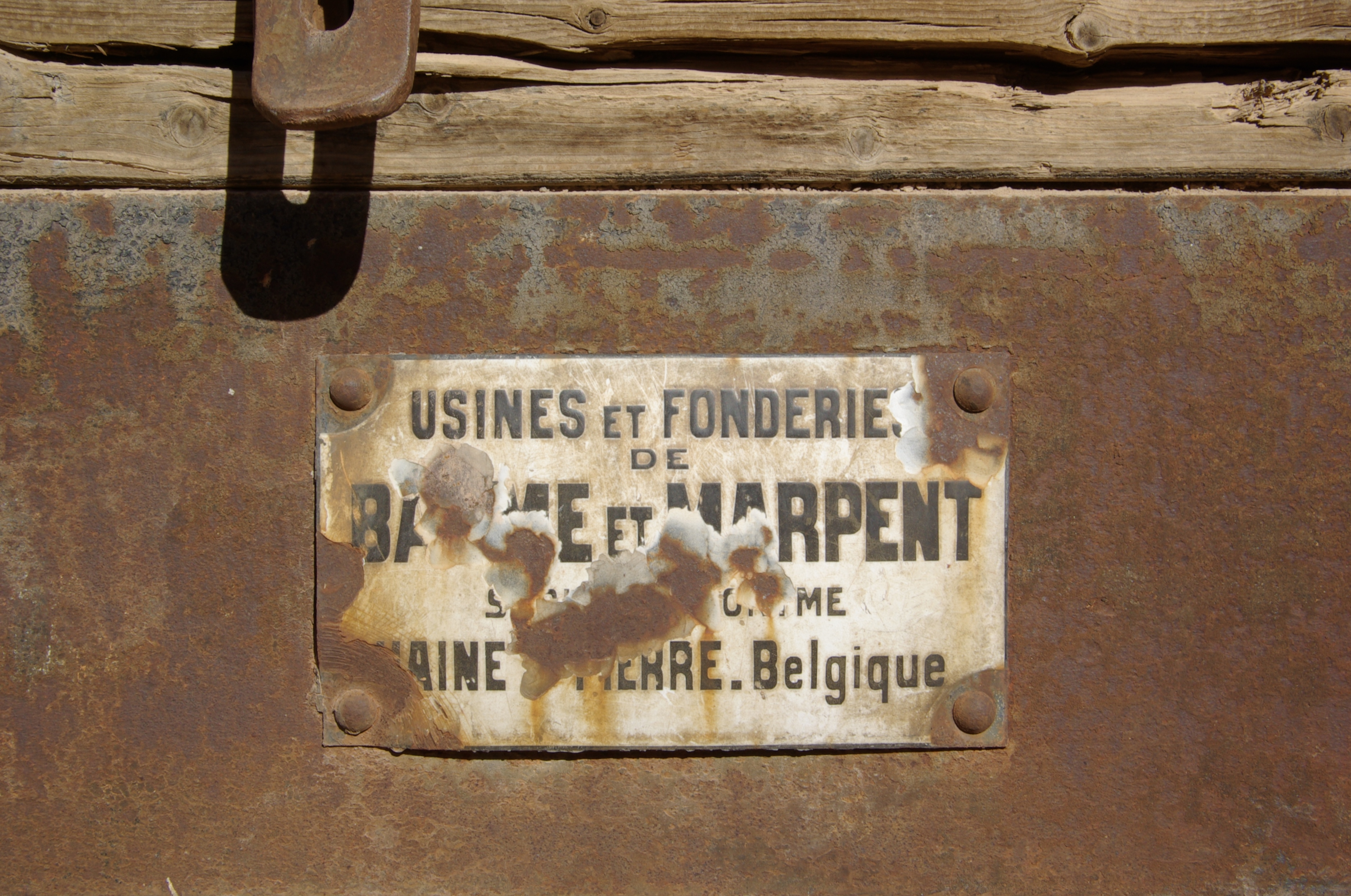
Plaque émaillée sur wagon du chemin de fer du Hedjaz.

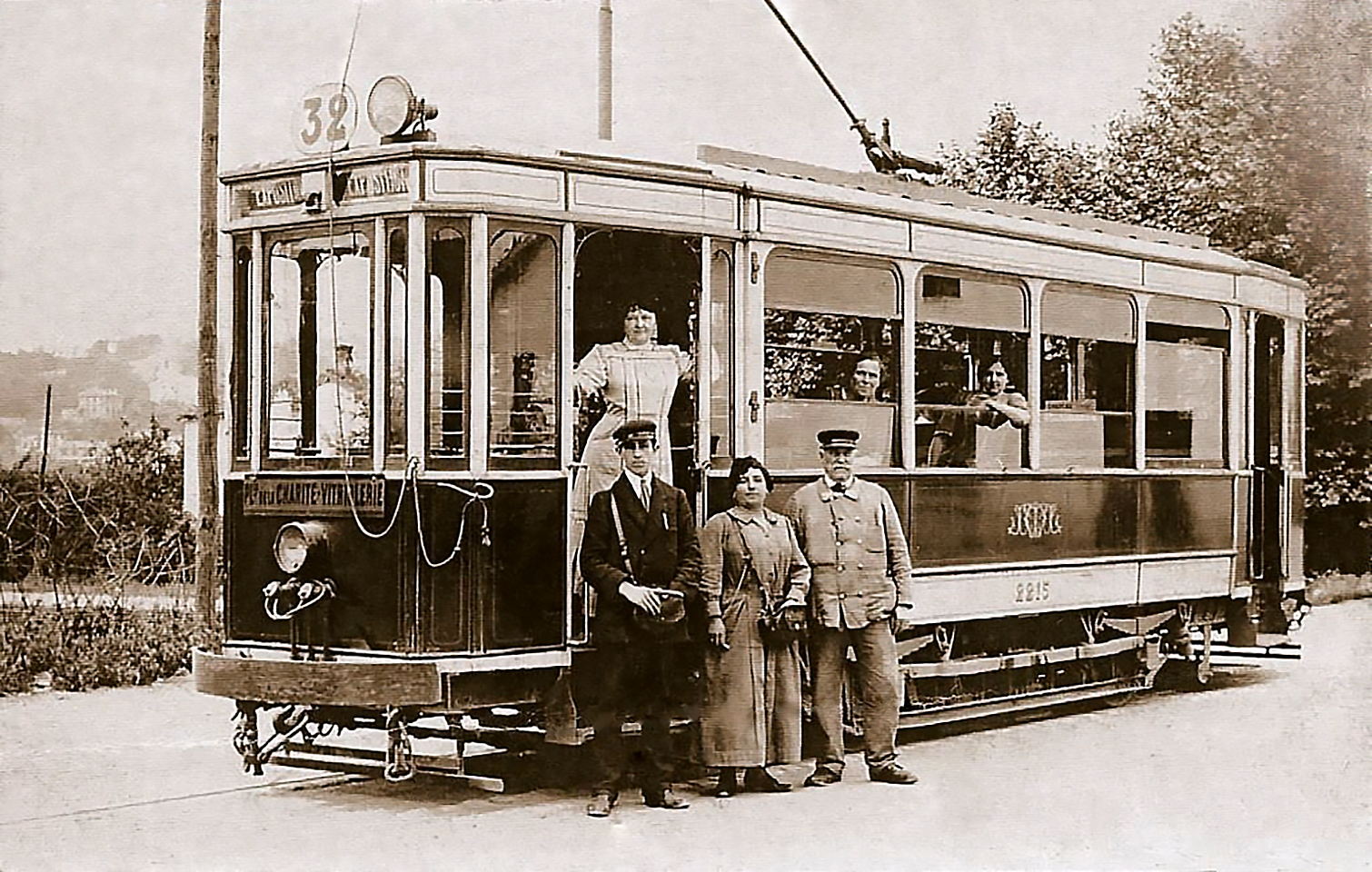
Motrice livrée au réseau des tramways de Lyon en 1914 par Baume & Marpent.

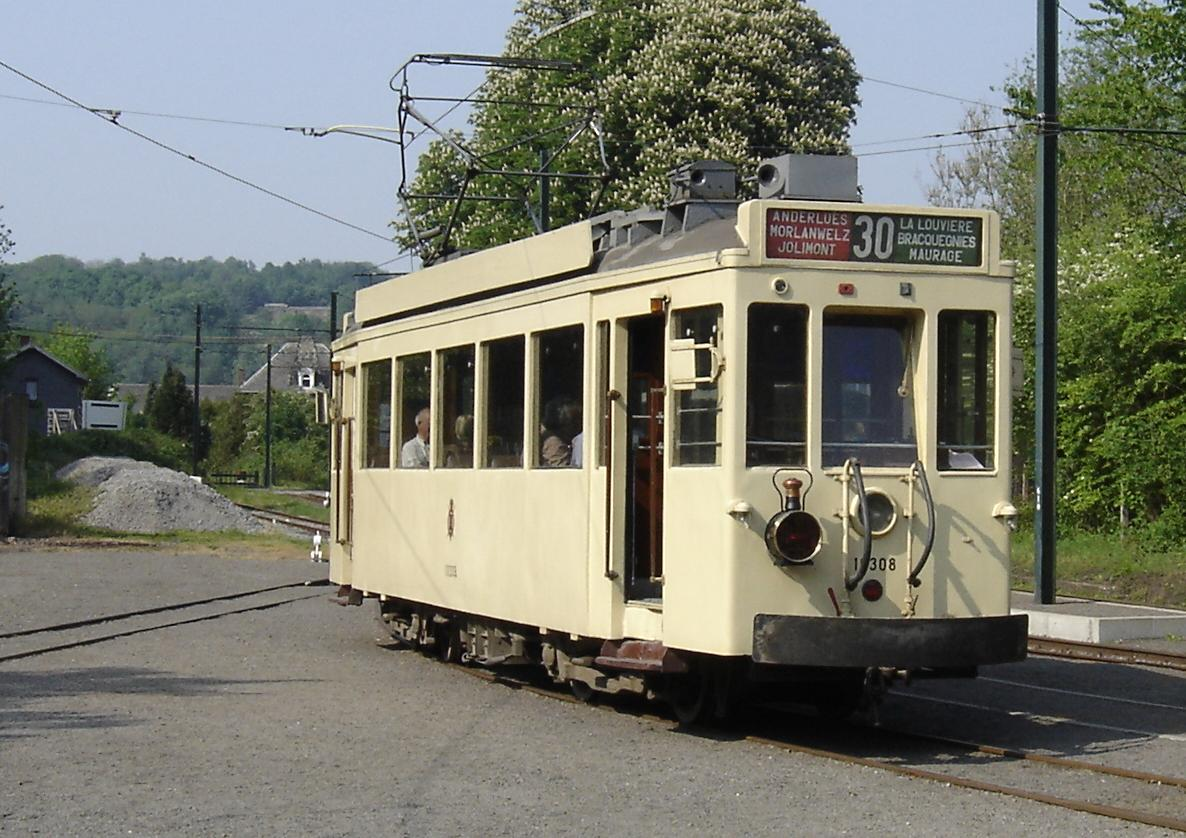
Motrice de la SNCV construite par Baume Marpent en 1942 préservée à Thuin.

Baume & Marpent est une entreprise de construction métallique et ferroviaire de la région du Centre (Hainaut) qui illustre l’expansion industrielle de la Belgique au cours des XIXe et XXe siècles.
La firme fournira un très grand nombre de véhicules ferroviaire de toutes sortes et des tramways.

## Histoire

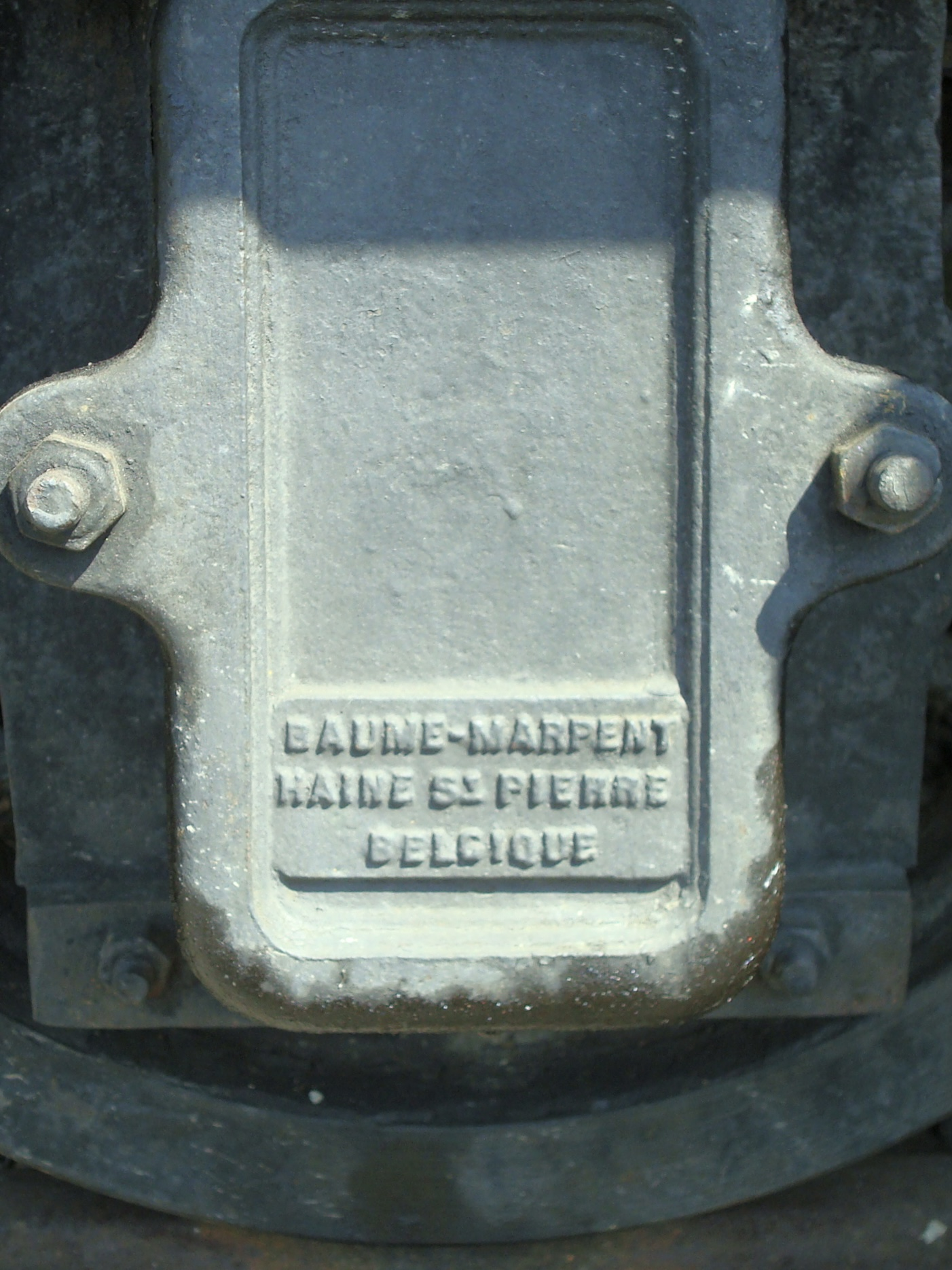
boîte d'essieu, YSteC K 111, 2010

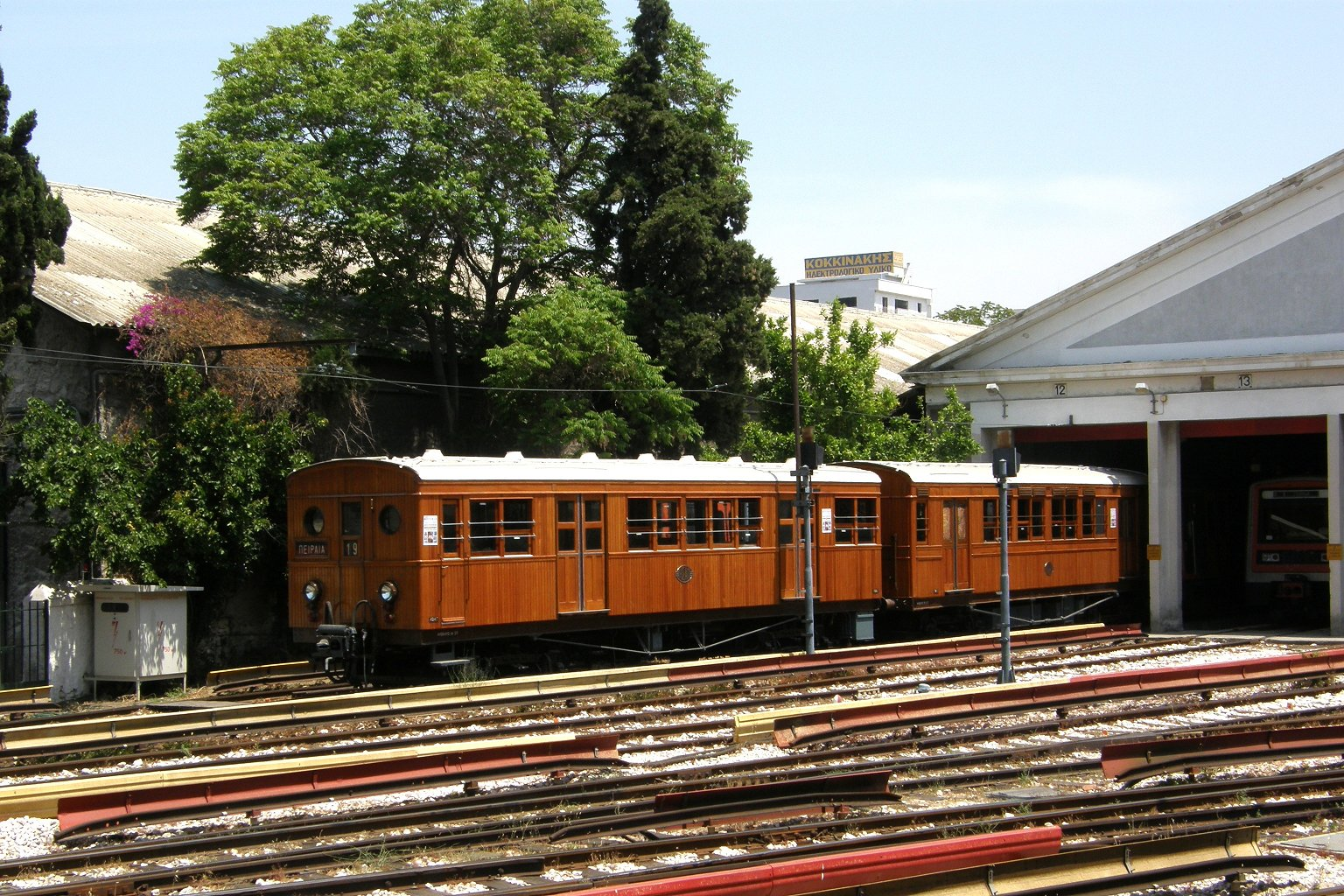
Véhicules préservés du métro d'Athènes.

L'entreprise est fondée en 1853 par Clément Delbèque à Baume, un hameau de la commune de Haine-Saint-Pierre, aujourd'hui intégrée à La Louvière. Elle prend le nom de « Société Delbèque et compagnie »
En 1879, l'entreprise devient la « Société Anonyme des Usines et fonderies de Baume ».
En 1882, la Société Anonyme Baume & Marpent est créée avec un nouveau site de production à Marpent dans le nord de la France. Elle devient une multinationale avec des filiales en Égypte (Le Caire), au Congo belge (Élisabethville en Katanga) et au Brésil (São Paulo)
En 1896, Baume & Marpent absorbe les Ateliers de constructions de Morlanwelz en vue d’augmenter la capacité de production des forges.
En 1956, le 1er décembre, la partie française de l'usine, sise à Marpent, prend le nom d'« Aciéries et Ateliers de Constructions de Marpent ».
En 1962, la firme belge fusionne avec le groupe Thirion et devient « Baume, Marpent et Thirion réunis ».
En 1963, les Aciéries et Ateliers de Constructions de Marpent sont absorbés par la firme américaine HK Porter et deviennent « H K Porter France S.a », usines de Marpent.

## Production

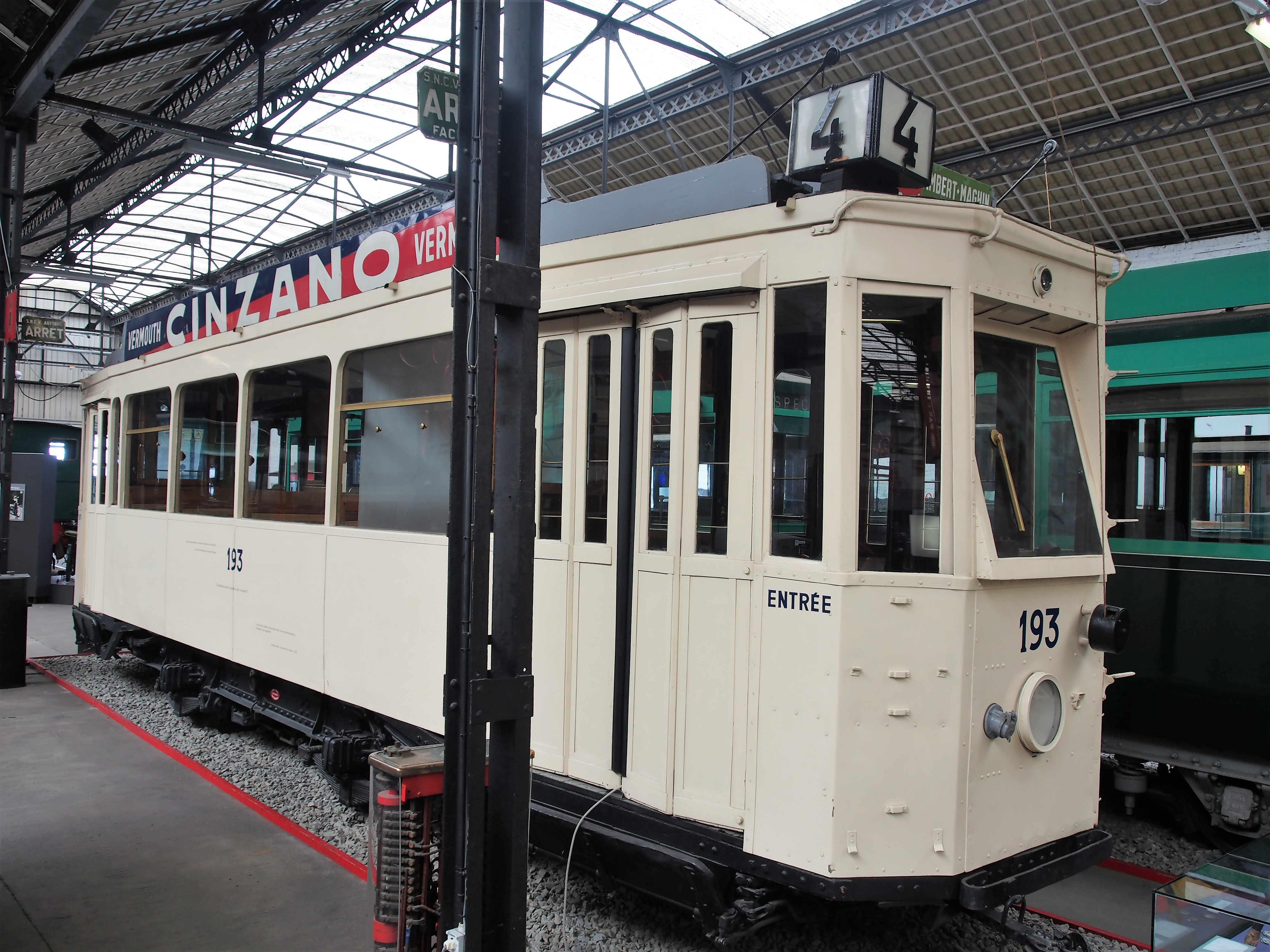
Motrice 193 des Tramways Unifiés de Liège et Extension.

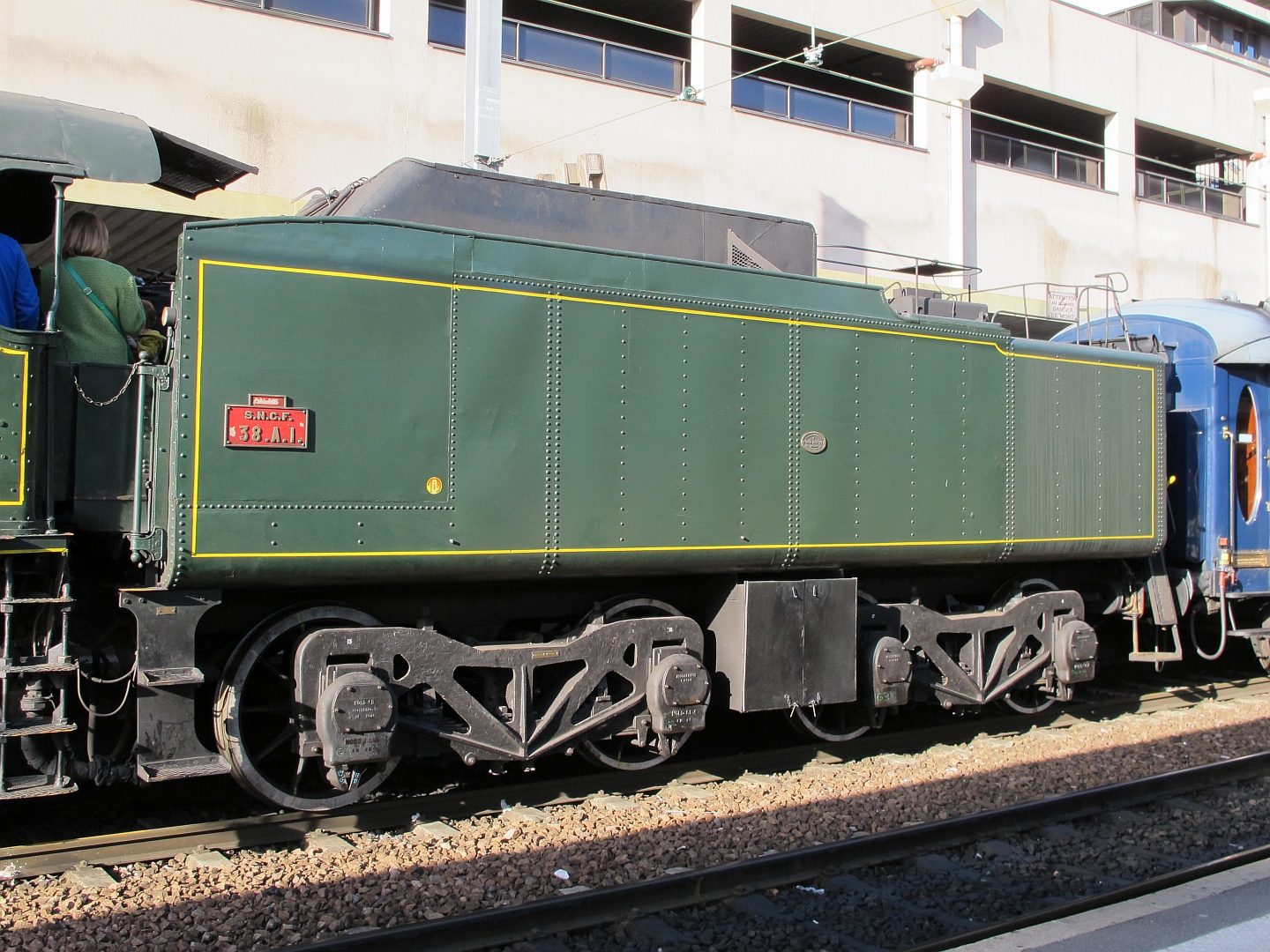
Le tender 38 A 1 construit par Baume & Marpent en 1935.

Elle consiste en la fabrication de matériel fixe et roulant pour chemins de fer et tramways et diverses constructions métalliques.
Baume & Marpent construira également des tenders pour les locomotives de la Compagnie des chemins de fer du Nord, puis des tenders unifiés type 34 P pour la SNCF.
Dans les années 1950, la société fait aussi une brève incursion dans la fabrication de tracteurs agricoles à roues avec le modèle Europ. Ce tracteur, mu par le moteur Laraque (diesel deux temps à pistons opposés), est commercialisé par la société Tracteurop (7 rue des Augustins, Bruxelles).

### Modèles
- Série 28 SNCB (Baume-Marpent)
- Série 29 SNCB
- Série 59 SNCB
- Série 70 SNCB
- Série 71 SNCB